# Brousse tigrée

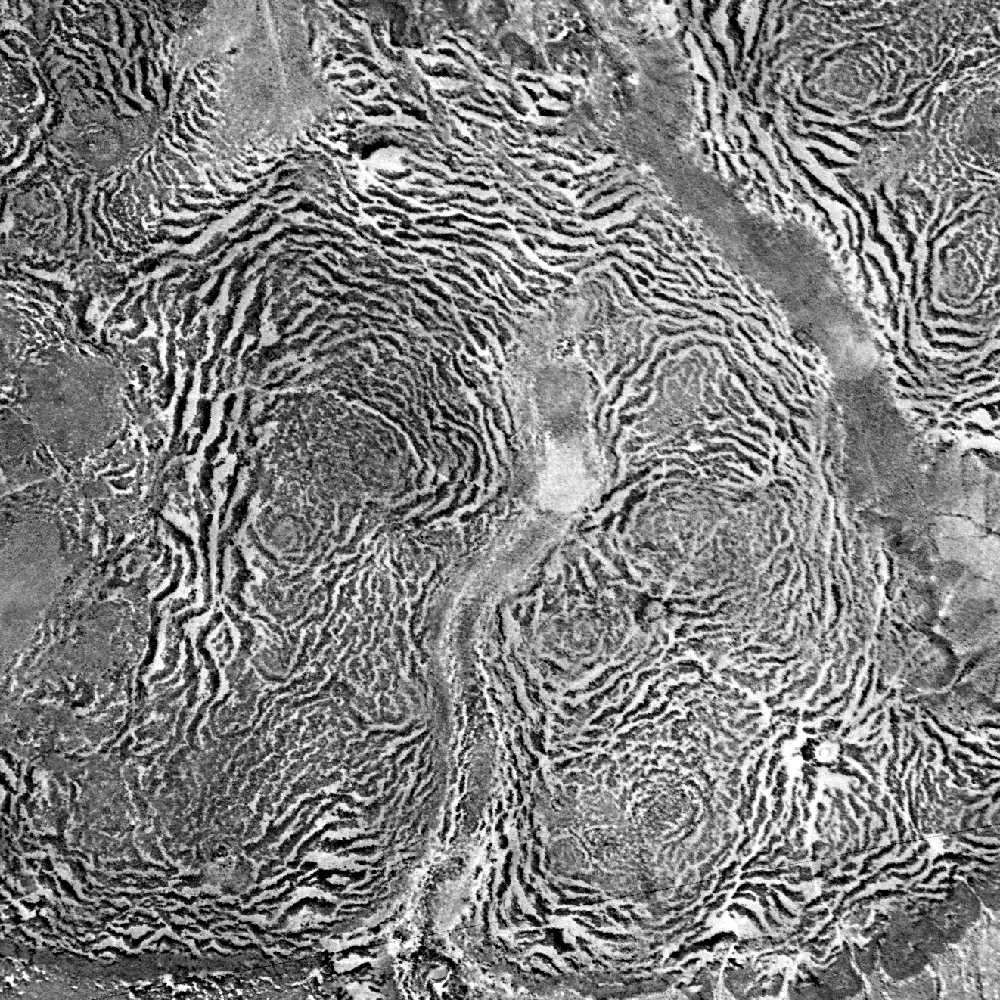
Letecký pohled na náhorní plošinu s tygřím keřem v Nigeru. Vegetace je tmavá, zatímco světlejší prvky představují holou půdu. Vzdálenost mezi po sobě jdoucími pásy vegetace se pohybuje mezi 60 a 120 metry.

Brousse tigrée (v angličtině jako Tiger bush) je francouzské označení pro členité rostlinné společenstvo a půdu tvořenou střídajícími se pásy stromů, keřů a trav oddělenými holou půdou nebo nízkým bylinným porostem. Tyto pásy jsou rovnoběžné s vrstevnicemi stejné nadmořské výšky. Obrazce tvořené tímto uspořádáním se vyskytují na nízkých svazích v suchých a polosuchých oblastech a na okrajích tropických pouští. Příklady můžeme pozorovat v Austrálii, sahelské západní Africe a Severní Americe.

## Formace
Střídavý vzorec je výsledkem vzájemného působení hydrologických, ekologických a erozních jevů. V oblastech, kde se vyskytuje tygří buš, je růst rostlin omezen vodou - nedostatek srážek brání vegetaci pokrýt celou krajinu. Místo toho se stromy a keře mohou prosadit buď pomocí laterálního čerpání zásob půdní vláhy, nebo vysíláním kořenů do větších hloubek, kde je půda vlhčí. Díky kombinaci rostlinné podestýlky, kořenových makropórů a zvýšené hrubosti povrchu se zlepšuje infiltrace do půdy v okolí základny těchto rostlin. Povrchový odtok přicházející k těmto rostlinám se tak pravděpodobně stane splaveninou a infiltruje se do půdy.
Naopak plochy mezi těmito většími rostlinami obsahují větší podíl holé půdy a bylinných rostlin. Jak holá půda se svým hladším povrchem a půdní krustou, tak bylinné rostliny s menším počtem makropórů brání infiltraci. To způsobuje, že většina srážek, které spadnou v oblastech mezi korunami stromů, stéká po svahu a infiltruje se pod většími rostlinami. Větší rostliny tak vlastně sbírají srážky z půdy bezprostředně na svahu.